# Nestore Pelicelli
Nestore Pelicelli (* 17. September 1871 in Colorno; † 27. September 1937 in Parma) war ein italienischer katholischer Priester, Landeshistoriker und Fotograf.

## Leben
Nestore Pelicelli erhielt seine Grundschulbildung in Parma, trat darauf dort in das Priesterseminar ein und wurde am 22. September 1894 in Carignano – einem Vorort von Parma – zum Priester geweiht. Unter dem parmesischen Bischof Francesco Magani (1828–1907) war er 1895 bis 1896 Vizekanzler der Kurie, Koadjutor an der Kirche St. Bartholomäus in Parma und ab Herbst 1896 Lehrer für Physik und Mathematik am Diözesanseminar Parma (italienisch Seminario maggiore Parma). Diese Lehrtätigkeit übte er bis 1912 aus. Im Mai 1896 wurde Pelicelli Kaplan an der Basilika Santa Maria della Steccata in Parma und stieg an dieser Kirche 1902 zum Präfekten auf.
Neben seiner kirchlichen Tätigkeit beschäftigte er sich mit der Geschichte und der Kunstgeschichte von Parma und seiner Umgebung. 1906 publizierte er seinen – mit vierzehn Nachauflagen überaus erfolgreichen – Stadtführer von Parma, betitelt Parma monumentale illustrata.

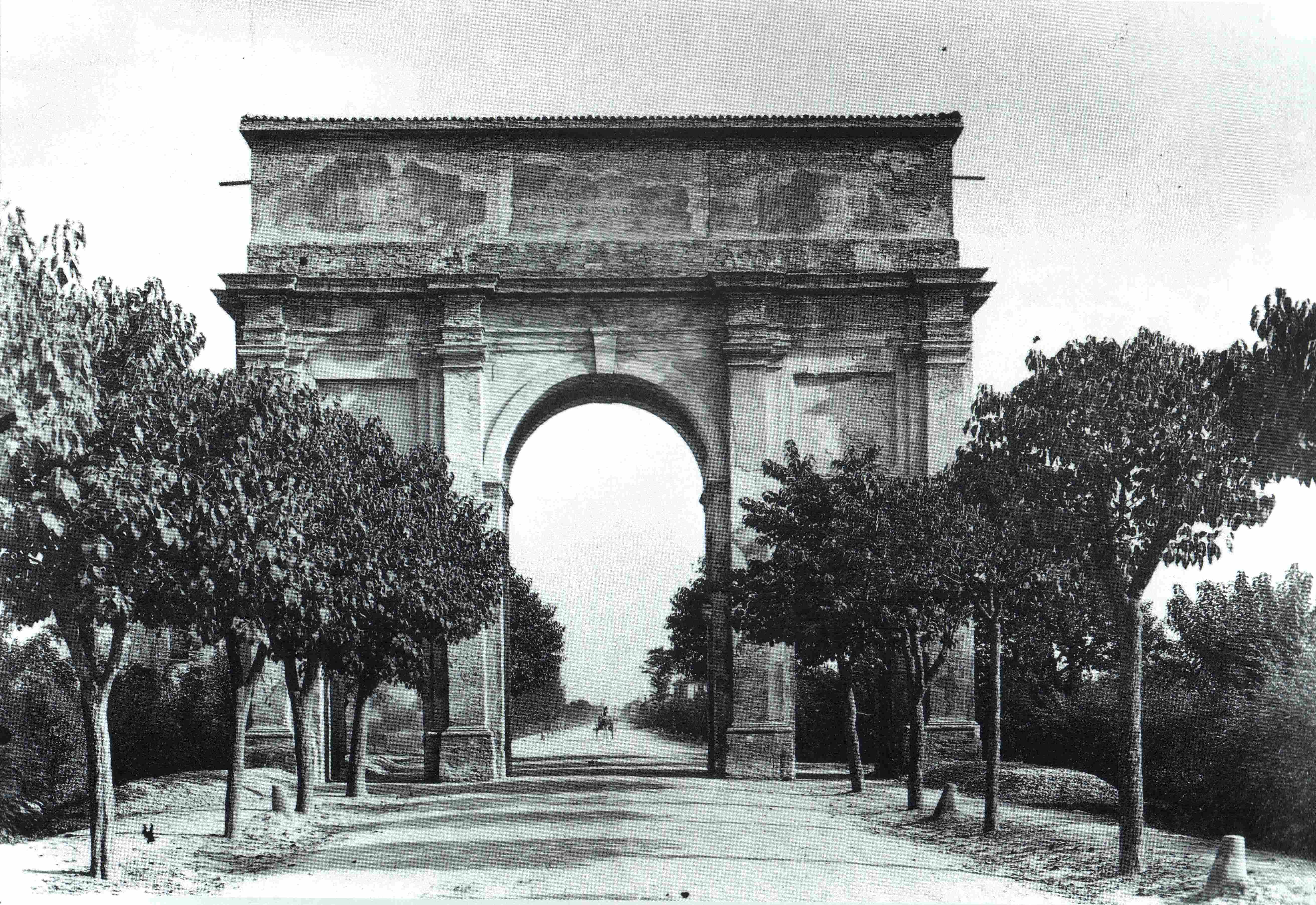
Der Triumphbogen von San Lazzaro im Osten Parmas, 1910 fotografiert von Nestore Pelicelli

Pelicelli war ferner ein bekannter Amateurfotograf. Seit 1901 besaß der naturwissenschaftlich beschlagene Pelicelli einen Koristka-Fotoapparat von Zeiss. Als Fotograf und recherchierender Autor bereiste er Griechenland, Ägypten, Palästina, Indien, die Türkei, Frankreich und Deutschland. Auf ausgedehnten Fußwanderungen erkundete er den Apennin bei Parma.

## Ehrungen und Mitgliedschaften
- 1900 Ehreninspektor der Denkmäler der Stadt Parma (Ernennung durch das italienische Bildungsministerium)
- 1909 Orden der Krone von Italien (Ritter)
- 1912 Orden der Krone von Italien (Offizier)
- Korrespondierendes Mitglied der Nationalen Gesellschaft zur Geschichte des Risorgimento (italienisch Società Nazionale per la Storia del Risorgimento italiano – seit 1936 Istituto per la storia del Risorgimento italiano)
- Korrespondierendes Mitglied der Regia deputazione di Storia Patria di Parma

## Schriften (Auswahl)
- L’arte nella Chiesa della Steccata in Parma. Parma 1901.
- Della raguseide e storia di Ragusa. Opere inedite di Gian Mario Filelfo. Parma 1902 (Unveröffentlichte Werke von Gianmario Filelfo).
- Del culto dell’Immacolata in Parma. Parma 1904.
- Parma monumentale. Illustrata da novanta fotoincisioni. Parma 1906.
- Concilio di Guastalla (22 Ottobre 1106). Parma 1906.
- Pier Maria Rossi e i suoi castelli. Parma 1911.
- Guida artistica di Parma. Parma 1912.
- Guida commerciale della città e provincia di Parma. Parma 1913.
- La cappella corale della Steccata nel secolo 16. Parma 1916.
- Salsomaggiore e dintorni. Parma 1920 (Salsomaggiore und Umgebung).
- Dante. Gli Aldighieri di Parma, Antonio Pelacani, Bartolomeo da Parma, Asdente e l’Arcivescovo Bonifazio. Parma 1921.
- Il vescovado di Parma. Parma 1922.
- Vita di San Bernardo degli Uberti. Abate generale di Vallombrosa, cardinale di Santa Chiesa e vescovo di Parma. Parma 1923.
- L’ ordine costantiniano. Parma 1925.
- S. Francesco del Prato e i frati minori in Parma nel secolo 13. Parma 1926 (Die Kirche San Francesco del Prato und die Franziskaner in Parma im 13. Jahrhundert).
- Palazzo vecchio del comune e palazzo del Capitano del popolo di Parma. Parma 1927
- Il pulpito di Benedetto Antelami. Bologna 1929 (Die Kanzel des Benedetto Antelami).
- Passo de la Cisa. Nostra Signora della Guardia e sua solenne incoronazione. Genua 1930.
- Il palazzo del Giardino di Parma. Parma 1931.
- Artisti parmensi fuori di Parma. Parma 1934 (Parmesische Künstler außerhalb Parmas).
- Storia dell’ospedale maggiore di Parma fondato da Rodolfo Tanzi nel 1201. Parma 1935.
- Storia della musica in Parma. Dal 1400 al 1860. Rom 1936 (Geschichte der Musik in Parma von 1400 bis 1860).
- Signorie feudali di Parma e suo contado. Parma 1937.

Mitarbeit bei enzyklopädischen Publikationen und Zeitschriften
- Enciclopedia Italiana di scienze, lettere ed arti.
- zahlreiche Einträge im Allgemeinen Lexikon der Bildenden Künstler von der Antike bis zur Gegenwart, signiert mit N. Pelicelli, insbesondere zu Künstlern aus Parma.
- Rivista Storica Benedettina. (Zeitschrift für die Geschichte der Benediktiner).
- Bulletin de l’Institut Historique belge de Rome. (Zeitschrift des Belgischen Historischen Instituts in Rom).
- Note d’archivio per la storia musicale ( – Anmerkung aus dem Archiv zur Geschichte der Musik).
- Guida d’Italia des Touring Club Italiano